# 寺崎源
寺崎 源（てらさき げん）は大分県出身のD1グランプリに参戦していたレーシングドライバー、自動車整備・販売・チューニングショップ経営者。ニックネームは「源さん（げんさん）」。

## 来歴
大分県大分市出身。同市内で1996年にチューニングショップのG.T WORKSを創業。チューニングカーやモータースポーツ参戦車両の製作・メンテナンスを手掛け始める。
D1グランプリには初年度となる2001年からトヨタ・カローラレビン(AE86)で参戦。2002年・2003年には準優勝を一度ずつ経験している。
2004年からはオートバックスセコハン市場をスポンサーに迎え、「セコハン with G.T WORKS」チームとしてD1に参戦。
2005年からは挙動がピーキーでドリフトが難しいとされるホンダ・S2000とAE86の2台体制という新しい試みに挑戦していた。
2007年にD1から撤退し、その後は自動車チューニングやメンテナンスに注力している。また、自身もサーキットでのタイムアタックなどに参加している。
近年は一般社団法人「輝」を設立し、福祉業界にも参入。就労継続支援B型事業所「元気の源」とグループホーム「輝」を経営している。

## 人物
- 自動車整備を本業とすることからマシンのメンテナンスは本人が行っており、いぶし銀の職人ドライバーである。

- サングラスをかけた風貌は近寄りがたいという声もあるが、優しく気さくな人柄である。